# 上平奈波
上平 奈波（かみひら ななみ、1月10日 - ）は、NHK札幌放送局の契約リポーター・ディスクジョッキー。

## 経歴
北海道幕別町出身。北海道帯広緑陽高等学校を経て札幌大学法学部卒業後、地元のコミュニティFM局であるエフエムおびひろ（通称：FM-JAGA）に入社。DJとして活躍した。
2007年にFM-JAGAを退社し、NHK札幌放送局に移籍。現在は『フレッシュサウンド北海道』火曜日のディスクジョッキーを担当している他、レポーターとして『ほっからんど北海道』などにも出演。

## 主な担当番組
- らじおPUNK!（DJ、FM-JAGA）
- フレッシュサウンド北海道（DJ、NHK-札幌放送局 火曜、18:00〜18:50）